# (4920) Gromov
(4920) Gromov (1978 PY2) – planetoida z pasa głównego asteroid okrążająca Słońce w ciągu 4,41 lat w średniej odległości 2,69 j.a. Odkryta 8 sierpnia 1978 roku.